# Íngrid Drexel
Íngrid Drexel Clouthier, née le 28 juillet 1993 à Monterrey, est une coureuse cycliste professionnelle mexicaine. Elle a remporté les championnats panaméricains du contre-la-montre 2013.

## Biographie
Aux championnats panaméricains juniors 2011, elle fait partie du groupe de sept coureuses échappées après 21 km. Elle est finalement troisième.
Elle a participé aux Jeux Olympiques de Londres, mais finit la course hors délais.
En 2013, en juin, elle conserve son titre de championne du Mexique contre-la-montre. Peu après, elle remporte les championnats panaméricains contre-la-montre avec trois secondes d'avance sur Carmen Small,.
En 2014, elle participe au Tour d'Italie.
En 2015, elle rejoint l'équipe Astana-Acca Due O.

## Vie privée
Ingrid Drexel est mariée au footballeur et gardien international mexicain Gibrán Lajud. Elle est la nièce de la politicienne Tatiana Clouthier.

## Palmarès sur route
- 2010
  -  Championne panaméricaine du contre-la-montre juniors
- 2012
  -  Championne du Mexique sur route
  -  Championne du Mexique du contre-la-montre
- 2013
  -  Championne panaméricaine du contre-la-montre
  -  Championne du Mexique sur route
  -  Championne du Mexique du contre-la-montre
  - 4e du championnat panaméricain sur route
- 2014
  - 3e du championnat du Mexique du contre-la-montre
- 2016
  - 2e du Tour du Costa Rica
  -  Médaillée de bronze du championnat panaméricain du contre-la-montre

### Classements mondiaux
| Année                                 | 2013 | 2014 | 2015 | 2016 | 2017 | 2018 |
| ------------------------------------- | ---- | ---- | ---- | ---- | ---- | ---- |
| Classement UCI                        | 78e  | 186e | 205e | 75e  | 83e  | 160e |
| UCI World Tour                        |      |      |      | 96e  | 67e  | 119e |
|                                       |      |      |      |      |      |      |
| Légende : nc = non classéSource : UCI |      |      |      |      |      |      |

## Palmarès sur piste

### Jeux panaméricains
- Toronto 2015
  -  Médaillée de bronze de la poursuite par équipes (avec Sofía Arreola, Mayra Del Rocio Rocha et Lizbeth Salazar)[9]

### Championnats du monde juniors
- Moscou 2011
  -  Médaillée d'argent de la course aux points juniors
  -  Médaillée de bronze de l'omnium juniors

### Championnats panaméricains juniors
- Medellín 2011
  -  Championne panaméricaine de la poursuite individuelle juniors
  -  Championne panaméricaine du scratch juniors
  -  Championne panaméricaine de l'omnium juniors

### Jeux d'Amérique centrale et des Caraïbes
- Veracruz 2014
  -  Médaillée d'argent de la poursuite par équipes